# Polesie (powiat piotrkowski)
Polesie – wieś w Polsce położona w województwie łódzkim, w powiecie piotrkowskim, w gminie Grabica.
1 lutego 1977 część Polesia (9 ha) włączono do Piotrkowa Trybunalskiego.
W latach 1975–1998 miejscowość należała administracyjnie do województwa piotrkowskiego.